# Nicolas Magon de La Gervaisais
Pour les autres membres de la famille, voir Famille Magon.
Nicolas I Magon de la Gervaisais, né le 28 juillet 1679 à Saint-Malo mort le 6 août 1765 à Saint-Servan, est un général français.

## Biographie
Nicolas I de La Gervaisais est né le 28 juillet 1679 à Saint-Malo, fils de Nicolas Magon  I de La Chipaudière et de Françoise-Thérèse Éon du Vieux-Chastel. Suivant la carrière des armes, il est mousquetaire, lieutenant aux gardes françaises, colonel du régiment Berry-Infanterie, brigadier des armées du roi, maréchal de camp et finalement lieutenant général des armées du roi. 
Décoré de l'ordre de Saint-Louis par Louis XIV, il est gouverneur de Dol.
Il décède le 6 août 1765 à Saint-Servan. 

### Vie familiale
Il s'est marié deux fois, d'abord le 8 mars 1725 à Saint-Malo avec Marie-Rosalie de Miniac (1691-1728), veuve de  Jacques Louis Nouail du Fougeray, puis le 23 juin 1739 à Saint-Malo avec Pélagie-Aimée Herbert de La Portbarré, dame de Tressaint, fille du capitaine corsaire malouin Jean Herbert de La Portbarré. 
Son fils, Nicolas(-Marie-Rosalie) II Magon de La Gervaisais, né le 21 août 1721 à Saint-Servan de son premier mariage, conseiller-secrétaire du Roi près le Parlement de Bretagne, fut propriétaire depuis 1767 de la vicomté du Boschet en Bourg-des-Comptes, mais, devenu émigré, la revendit en 1802 aux Brossais-Saint-Marc. Marié le 28 avril 1762 à Rennes-Saint-Aubin avec Marie-Flore de La Bourdonnaye-Montluc, il est le père de Nicolas-Louis-Marie Magon La Gervaisais.